# Giacomo Dalla Torre del Tempio di Sanguinetto
Giacomo Dalla Torre del Tempio di Sanguinetto (Roma, 9 de diciembre de 1944-Roma, 29 de abril de 2020) fue un diplomático, religioso, profesor, filólogo, arqueólogo e historiador italiano. Fue el príncipe gran maestre de la Soberana Orden Militar de Malta desde el 2 de mayo de 2018 hasta su muerte el 29 de abril de 2020.

## Biografía
Nacido en Roma el día 9 de diciembre de 1944, descendía de una antigua familia noble proveniente de la ciudad de Treviso, condes de Sanguinetto.
Él y su familia estuvieron vinculados a la Santa Sede; incluido su abuelo, que era editor del periódico L'Osservatore Romano y a su hermano Giuseppe Dalla Torre, un destacado jurista y presidente del Tribunal de la Ciudad del Vaticano.
Durante sus años de estudiante, se licenció en Letras, se especializó en Arqueología Cristiana y en Historia del arte por la Universidad de Roma La Sapienza. Luego pasó a ser asistente de dirección de la biblioteca de la Pontificia Universidad Urbaniana, en la cual también fue profesor de griego antiguo.
En 1993 se unió como caballero profeso en la Soberana Orden militar y hospitalaria de San Juan de Jerusalén, de Rodas y de Malta.
En la Orden de Malta, fue desde 1994 a 1999, gran prior de Lombardía y Venecia; y desde ese último año hasta 2004 formó parte del Consejo Soberano, que es el órgano que asiste al gran maestre en sus funciones de gobierno. Luego hasta 2009 fue el gran comendador.
Al mismo tiempo el 7 de febrero de 2008, a consecuencia del fallecimiento del gran maestre Andrew Bertie, asumió el máximo cargo de la orden temporalmente –conocido durante este tipo de periodo en funciones como lugarteniente– hasta encontrar un nuevo sucesor. Fue sucedido el 11 de marzo de ese año, tras la elección de Frey Matthew Festing.
El 24 de enero de 2009, dejó el cargo que tenía anteriormente como gran comendador y pasó a ser el gran prior de Roma.
El día 29 de abril de 2017 fue elegido por el pleno del Consejo de Estado como nuevo Lugarteniente del gran maestre de la Soberana Orden Militar de Malta durante el período de un año, en sustitución de Frey Matthew Festing quien renunció al cargo el 28 de enero de este mismo año.
En febrero de 2020 anunció que padecía una enfermedad incurable. Falleció en Roma el 29 de abril del mismo, a los 75 años.

## Galardones
| Condecoración                                                                   | Estado             |
| ------------------------------------------------------------------------------- | ------------------ |
| Bailío Gran Cruz de Honor y Devoción de la Soberana Orden Militar de Malta      | Orden de Malta     |
| Caballero Gran Cruz de la Orden pro Mérito Melitensi                            | Orden de Malta     |
| Bailío Gran Cruz de la Sagrada Orden Militar Constantiniana de San Jorge        | República Italiana |
| Caballero de la Gran Cruz con Estrella de Oro de la Orden del príncipe Danilo I | Montenegro         |